# Heterobelba oxapampensis
Heterobelba oxapampensis är en kvalsterart som beskrevs av Beck 1962. Heterobelba oxapampensis ingår i släktet Heterobelba och familjen Heterobelbidae. Inga underarter finns listade i Catalogue of Life.